# حبوة البيرو
حَبْوَة البيرو أو حَشِيش سَكْرَان هو نبات من أمريكة الجنوبية موطنه كُلُمْبِيَة والإكوَدُور وبيرو في فصيلة الباذنجانية وتُسمَّى في الإنجليزية العنب الذهبي، و في مصر تسمى حَرَنْكَش.  يمكن إرجاع تاريخ زراعة حبوة البيرو في أمريكا الجنوبية إلى إمبراطورية الإنكا. زُرِعَ في إنجلترا منذ أواخر القرن الثامن عشر، وفي جنوب إفريقيا في رأس الرجاء الصالح منذ بداية القرن التاسع عشر على الأقل. انتشر على نطاق واسع في القرن العشرين، ويُزرع أو ينمو في البرية في جميع أنحاء العالم في المناطق المعتدلة والاستوائية.

## الوصف
ساقه منتصبة تعلو من 45 إلى 90 سم. أوراقه متعاقبة معنقة قلبية القاعدة سنانية الزام الأخير. أزهاره فردية إبطية. ثماره نووية حمراء اللون حامضة المذاق رطبة مدرة للبول. يُزرَع لثماره المأكلولة. 

## معرِض الصور

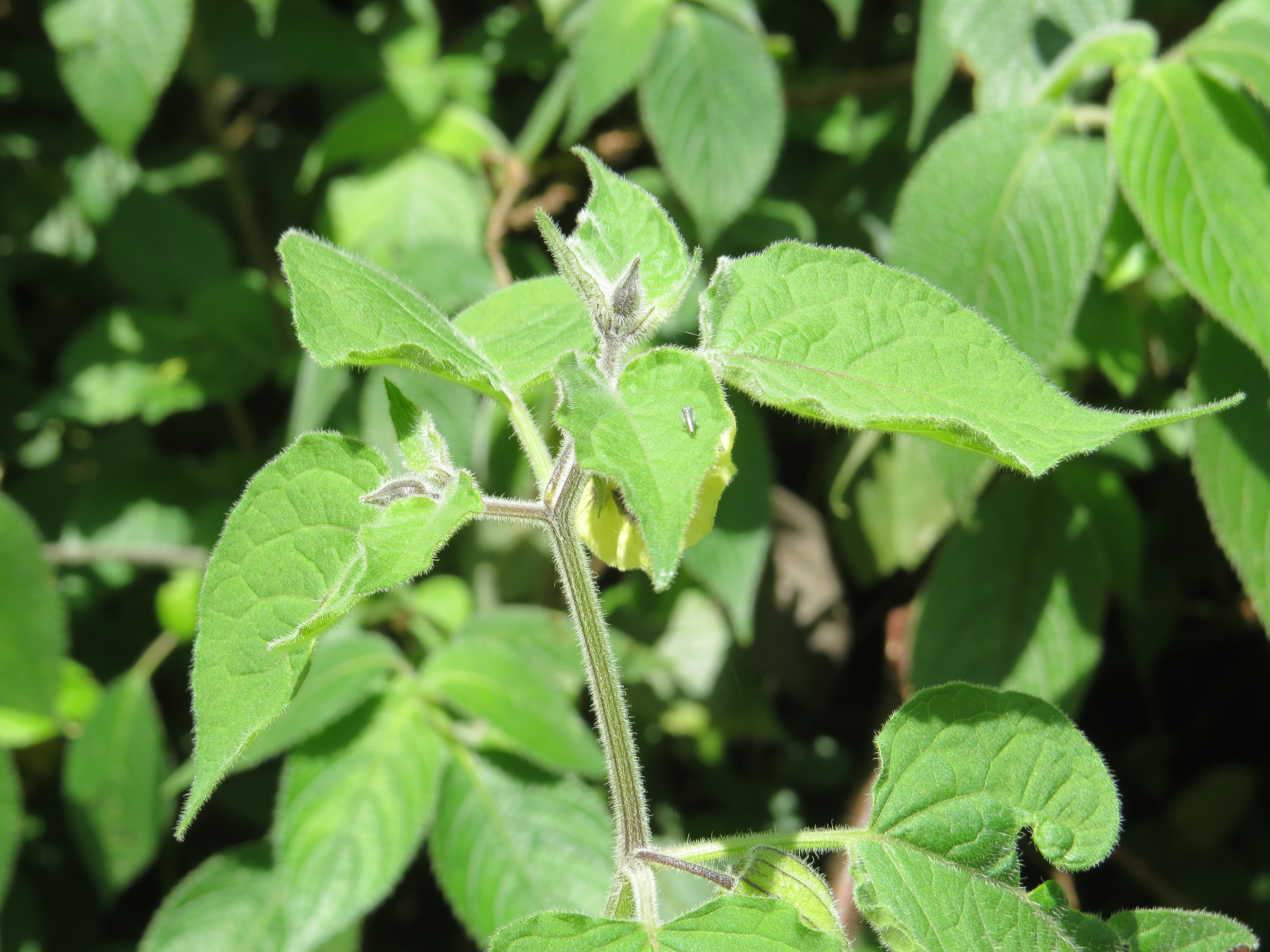
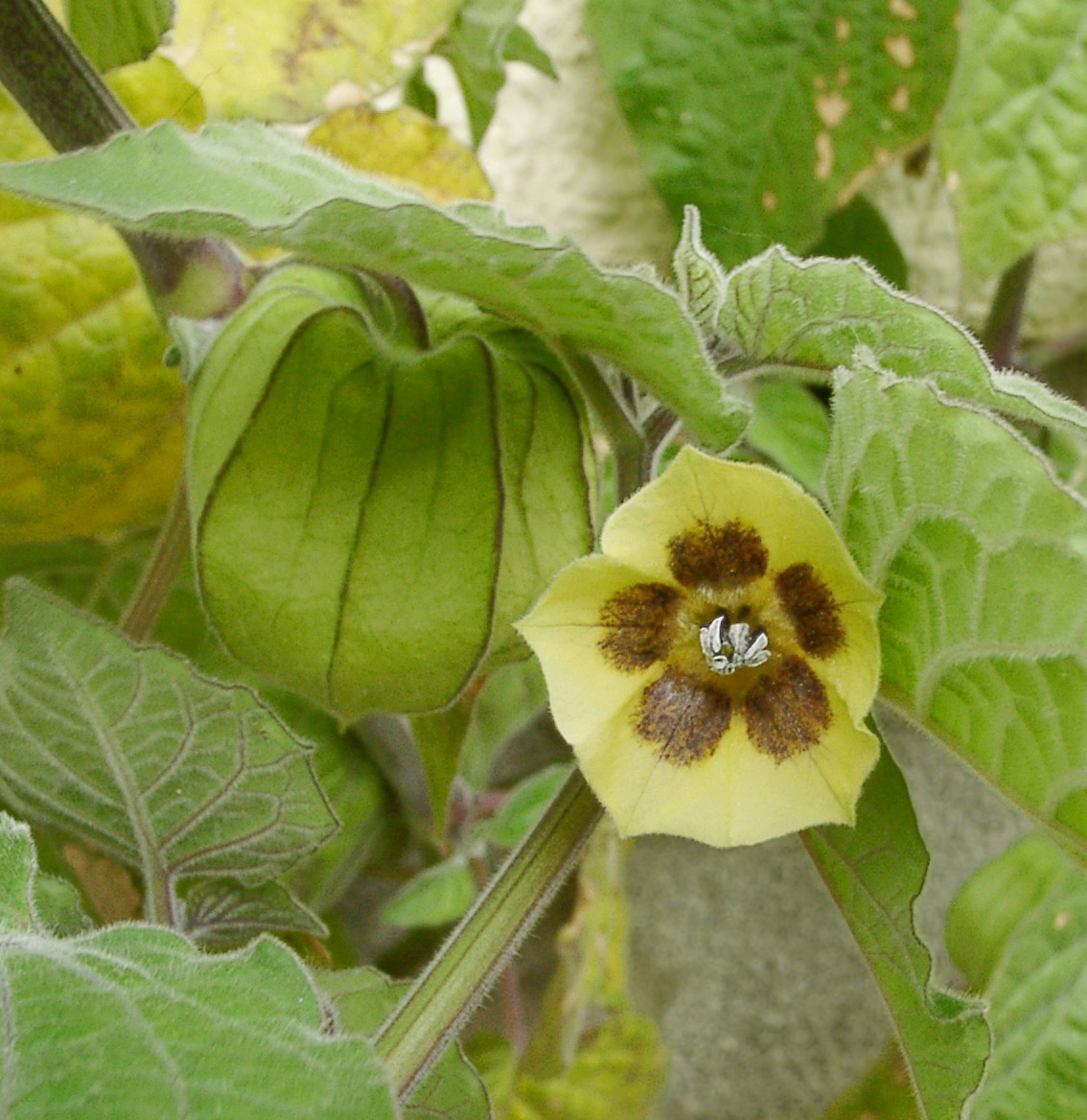
أزهار حبوة البيرو
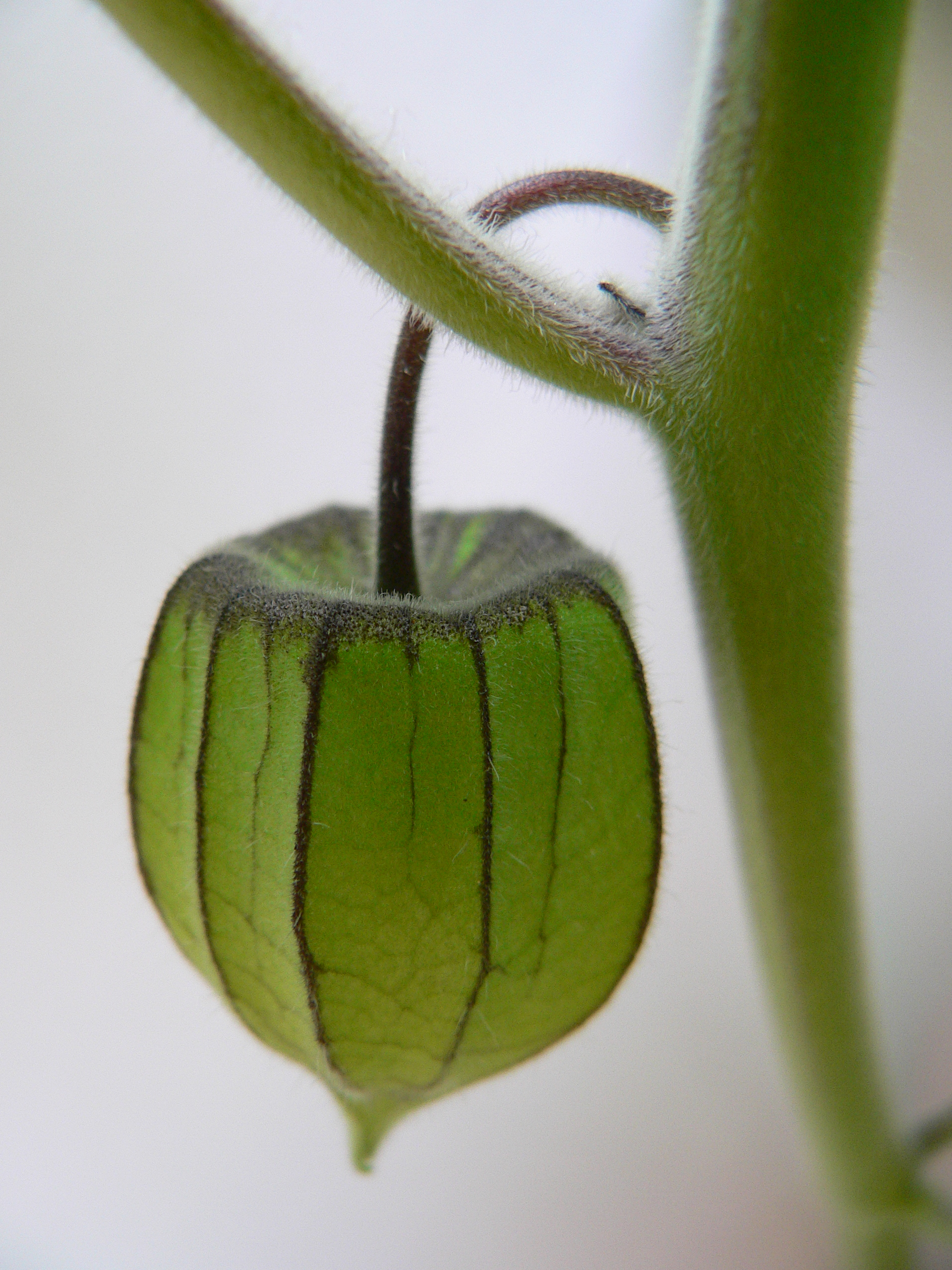
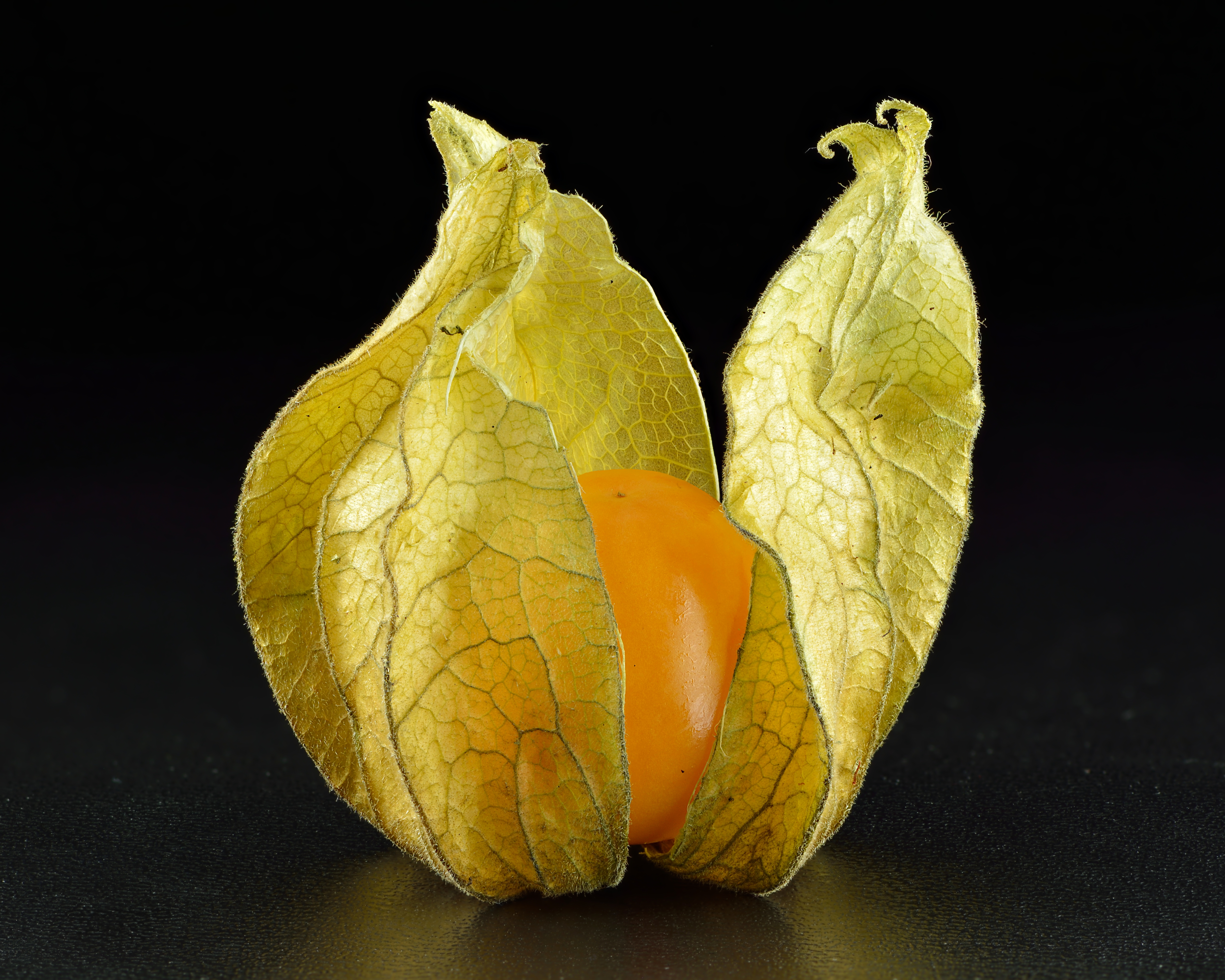
ثمرة